# 貝蒂科山脈

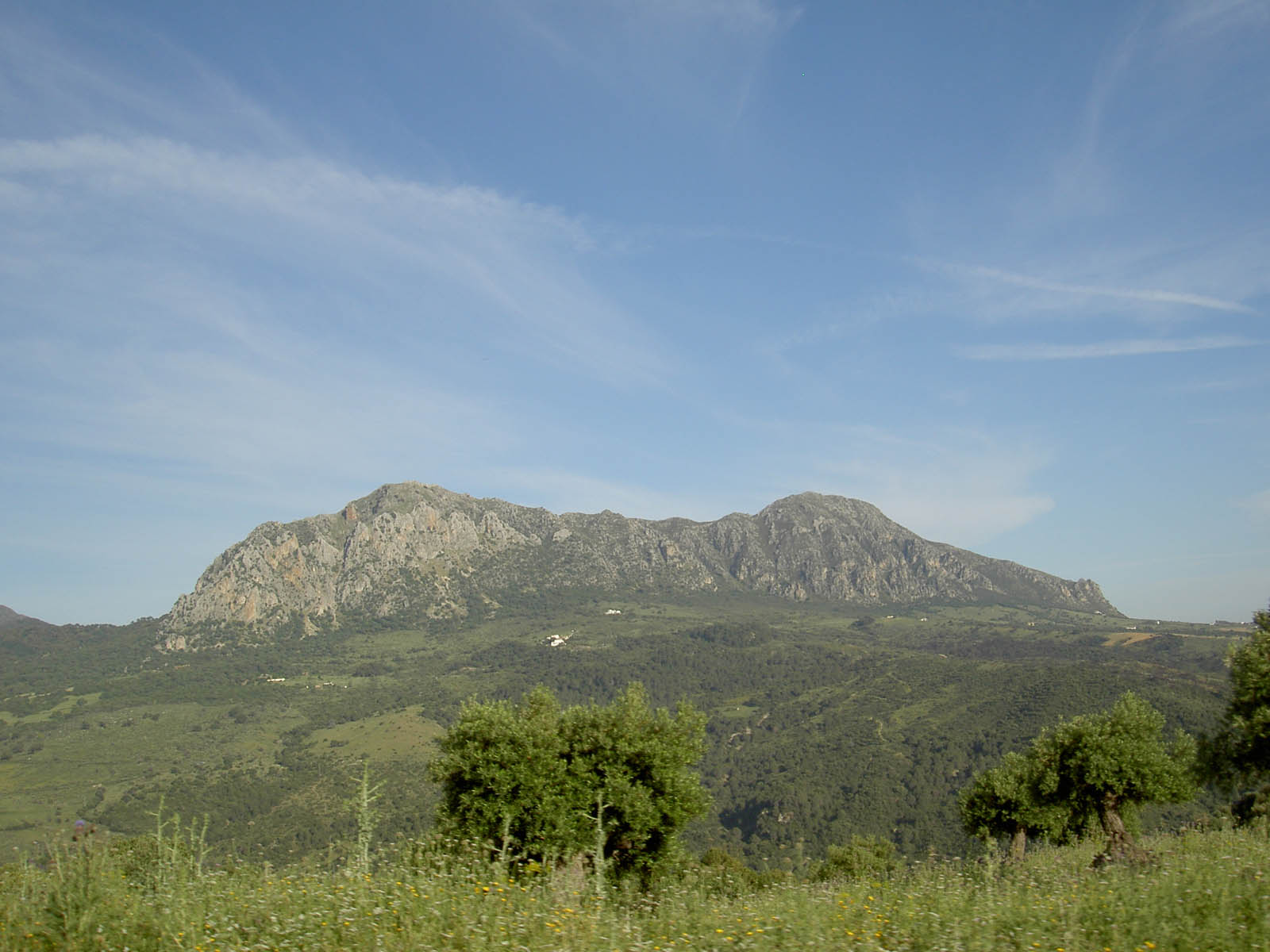

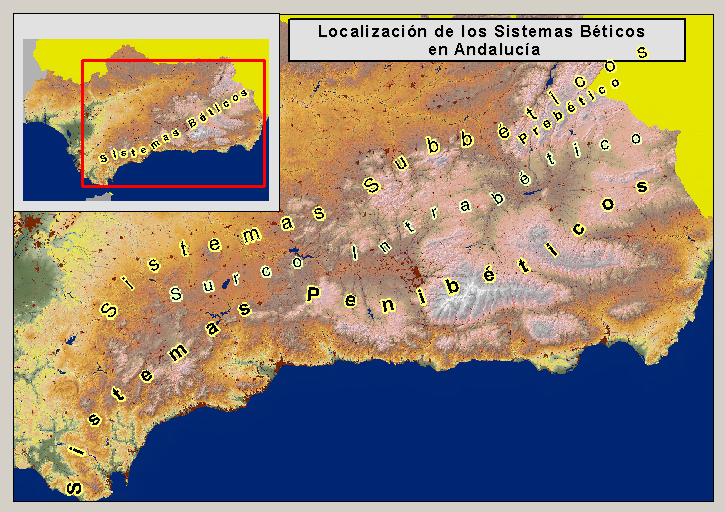

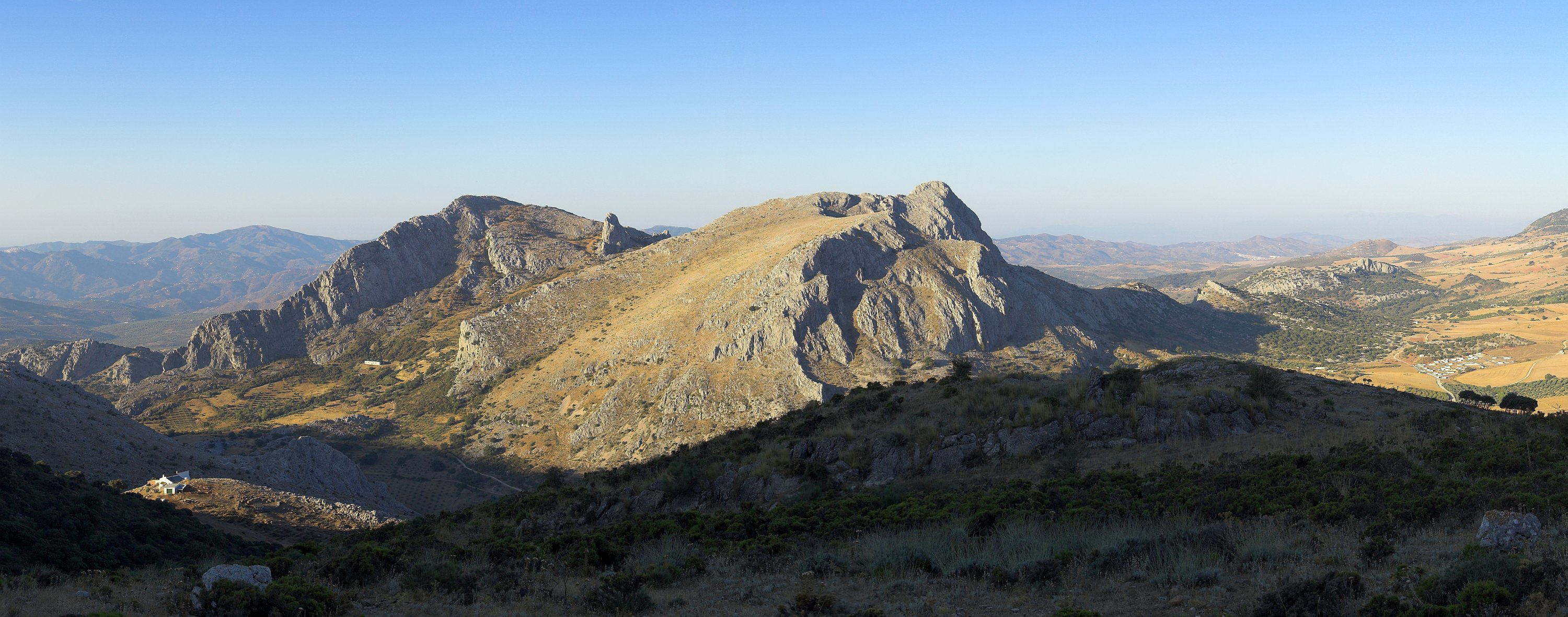

貝蒂科山脈（西班牙語：Cordilleras Béticas），是西班牙的山脈，位於伊比利亞半島，屬於直布羅陀弧的一部分，最高點海拔高度3,478米的穆拉森山，在阿爾卑斯造山運動時期形成。
該山脈分為以下子山脈：

## 佩尼貝蒂科山脈
佩尼貝蒂科山脈最高點海拔高度3,478米。
- 直布羅陀巨巖
- 阿爾米哈拉山脈
- 涅韋斯山脈
- 布蘭卡山脈
- 特赫達山脈
- 阿利亞馬山脈
- 內華達山脈
- 孔特拉維耶薩山脈
- 科戈略斯山脈
- 巴薩山脈
- 菲拉布雷斯山脈
- 阿哈米亞山脈
- 埃斯普尼亞山脈

## 薩貝蒂科山脈
薩貝蒂科山脈最高點海拔高度2,027米。
- 阿爾希貝山脈
- 吉巴爾賓山脈
- 埃爾維拉山脈
- 阿拉納山脈
- 科戈略斯山脈
- 阿爾法瓜拉山脈
- 韋托爾山脈
- 哈恩南山脈

## 普雷貝蒂科山脈
普雷貝蒂科山脈最高點海拔高度2,382米。
- 馬希納山脈
- 拉薩格拉山脈
- 卡索爾拉山脈
- 塞古拉山脈
- 阿爾卡拉斯山脈
- 馬里奧拉山脈
- 蒙特戈山